# Труд (картина)
«Труд» (англ. Work) — картина английского художника Форда Мэдокса Брауна, аллегория викторианского общества, традиционно считается вершиной его творчества.

## История создания
Браун стал одним из тех, кто, разделяя взгляды прерафаэлитов на необходимость обновления изобразительного искусства, обратился к современному сюжету. В отличие от множества художников, работавших в области жанровой живописи, Браун в своё полотно привнёс критический взгляд на современное общество. Выбором темы художник был обязан работам Карлейля «Прошлое и настоящее», «Памфлеты последних дней», где тот обличал политическую коррупцию и безразличие государственной системы к жизни людей труда. Повлияли на Брауна и взгляды члена Общества умеренности из Лидса Т. Е. Плинта, уделявшего большое внимание моральному и религиозному аспектам в творчестве.
Идея картины пришла художнику в 1852 году, когда он наблюдал земляные работы на Хит-стрит в Хэмпстеде, окраинном районе Лондона, где он проживал. Предполагается, что на картине изображён один из эпизодов расширения канализационной системы Лондона — эти работы были предприняты для борьбы с распространением тифа и холеры. Художник задумал соединить в одном полотне представителей всех классов викторианского общества, а также показать все виды труда — физический и интеллектуальный.
Браун объяснял, что он призван продемонстрировать, что современные британские рабочие могут быть таким же объектом искусства как якобы более живописные итальянские лаццарони (итал. lazzaroni, буквально «бездельники», «хулиганы» — так называлось простонародье Неаполя).
Источником вдохновения для Брауна явилось творчество Хогарта, в том числе его картина «Humours of an Election», а также гравюры «Пивная улица» и «Переулок джина».
Работа над монументальным полотном продолжалась тринадцать лет (1852—1865). Художник бесконечно вносил поправки, стремясь к достоверности изображения, создал бесчисленное множество эскизов, частично писал на пленэре, использовал в работе и фотографию. Свой выбор освещения (действие происходит в жаркий солнечный день) Браун объяснял не особой склонностью к «этому типу освещения» а тем, «что это лучше всего отвечало образу труда во всей его суровости».
Картину, экспонировавшуюся на выставке 1865 года, Браун сопроводил подробнейшим комментарием, отметив: «Когда я изучал работу британского землекопа, мне показалось, что труд художника требует не меньших усилий, чем труд рыбака Атлантики, крестьянина Кампаньи или неаполитанского нищего».

## Сюжет и композиция

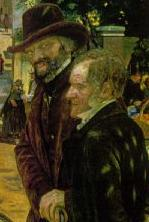
Фрагмент: Т. Карлейль и Ф. Д. Морис

Действие картины строится вокруг группы рабочих-землекопов. Слева от них проходит женщина, распространяющая брошюры Общества умеренности. Этот персонаж был введён Брауном по просьбе Т. Е. Плинта, члена Общества умеренности Лидса, который планировал приобрести картину. На листовке в её руках отчётливо просматривается заголовок трактата «The Hodman’s Haven or Drink for Thirsty Souls» с призывом к трезвому образу жизни. Далее — дама, чья «работа» заключается лишь в том, «чтобы хорошо выглядеть». Впереди неё с корзиной цветов шагает обитатель трущоб Уайтчепела, самого криминального района Лондона, живущий торговлей тем, что можно собрать на окраинах города, один из типов, описанных журналистом Генри Мейхью в книге «Лондон рабочих и бедняков» (1851). В глубине картины, скрыты тенью фигуры двух праздных всадников, которым рабочие преградили дорогу. Возле землекопа (по его одежде можно узнать человека, недавно переехавшего в город из деревни), пьющего из кружки, стоит торговец пивом. Этот фрагмент картины отсылает зрителя к «Пивной улице» Хогарта.  На первом плане справа два господина наблюдают за работой землекопов. Художник изобразил Т. Карлейля и Ф. Д. Мориса в качестве представителей умственного, интеллектуального труда. Преподобный Ф. Д. Морис (он крайний справа) был лидером христианского социалистического движения. Слева на стене можно разглядеть афишу Рабочего колледжа, основанного Морисом в 1854 году. Колледж готовил рабочих-ремесленников: ювелиров, литографов, гравёров и т. п., в нём преподавали Рёскин, Россетти, которого через некоторое время сменил Браун, другие прерафаэлиты. За фигурой Карлейля в глубине улицы можно увидеть людей с плакатами — агенты одного из кандидатов нанимают безработных для участия в предвыборной рекламе. Надписи на плакатах «Голосуйте за Бобуса» отсылают к собирательному образу колбасного фабриканта Бобуса Хиггинса — олицетворению продажного политика в работах Карлейля «Прошлое и настоящее» и «Памфлеты последних дней».
На переднем плане — группа детей в лохмотьях, девочка держит младенца, на руке которого траурная повязка — у него недавно умерла мать. Пристальный взгляд ребёнка устремлён прямо на зрителя, это композиционный центр картины, художник наделил его чертами своего умершего во младенчестве сына Артура. Желая подчеркнуть проблему обездоленных детей, Браун в описании «Труда» обращается к некоей вымышленной светской даме, указывая на их опасное положение.
На насыпи между верхней и нижней дорогой группа безработных сельских рабочих спит в неудобных позах. Коса, обмотанная защитной веревкой, висит над перилами, которые разделяют продуктивные и непродуктивные фигуры в композиции.
На картине изображено множество животных, в основном домашних собак. В нижней центральной части изображена оборванная дворняга, которая бродит с маленькими детьми. Слева от нее находится коричневая собака в свитере, предположительно принадлежащая женщине слева с синим зонтиком. Эта собака представляет более богатый высший средний класс общества. Наконец, в верхней центральной части картины изображена большая охотничья собака, принадлежащая самым богатым мужчине и женщине из высшего класса сидящих на лошадях.